# Sertão Santana
Sertão Santana é um município do estado do Rio Grande do Sul, Brasil.

## Galeria

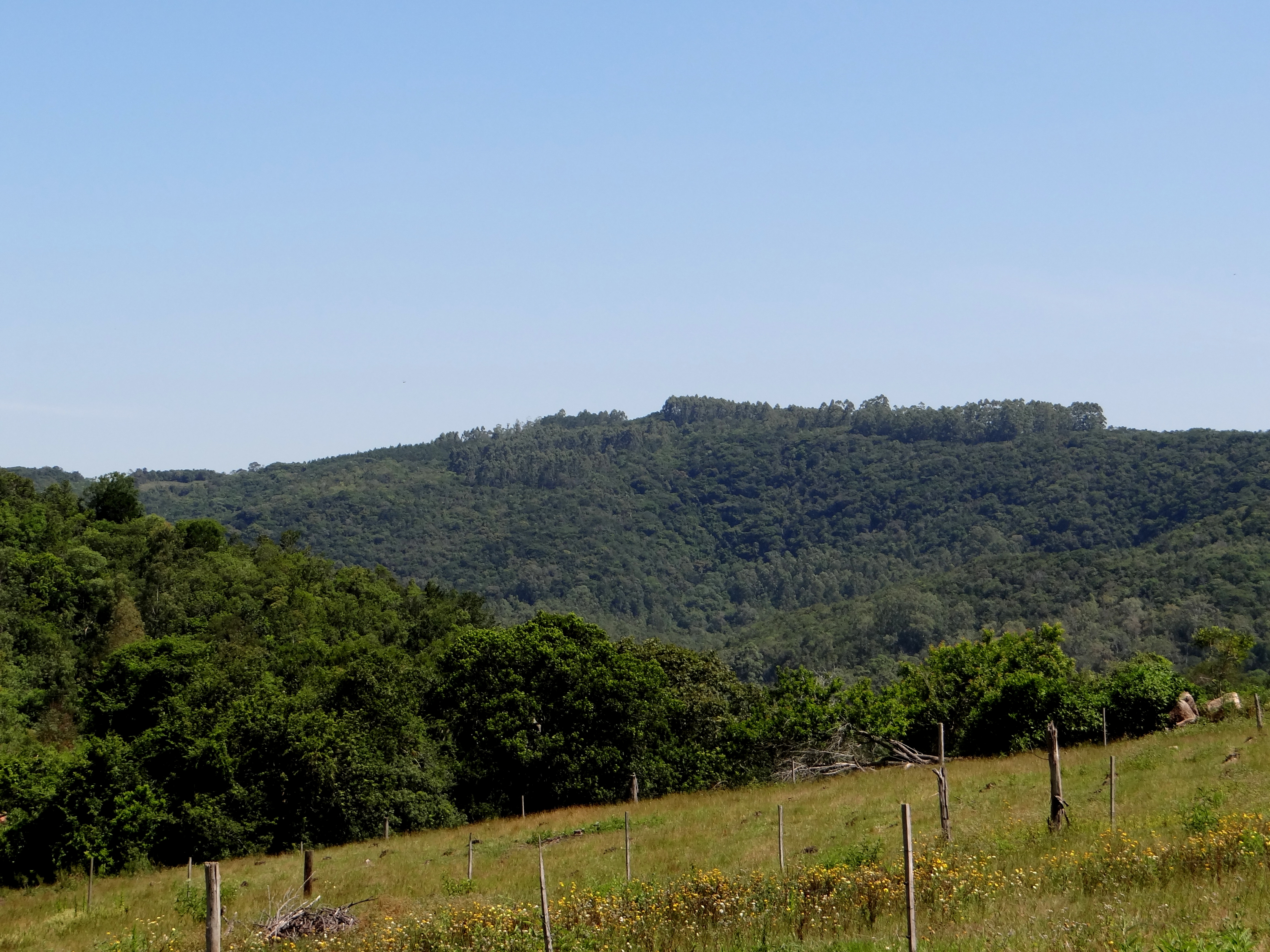
Floresta
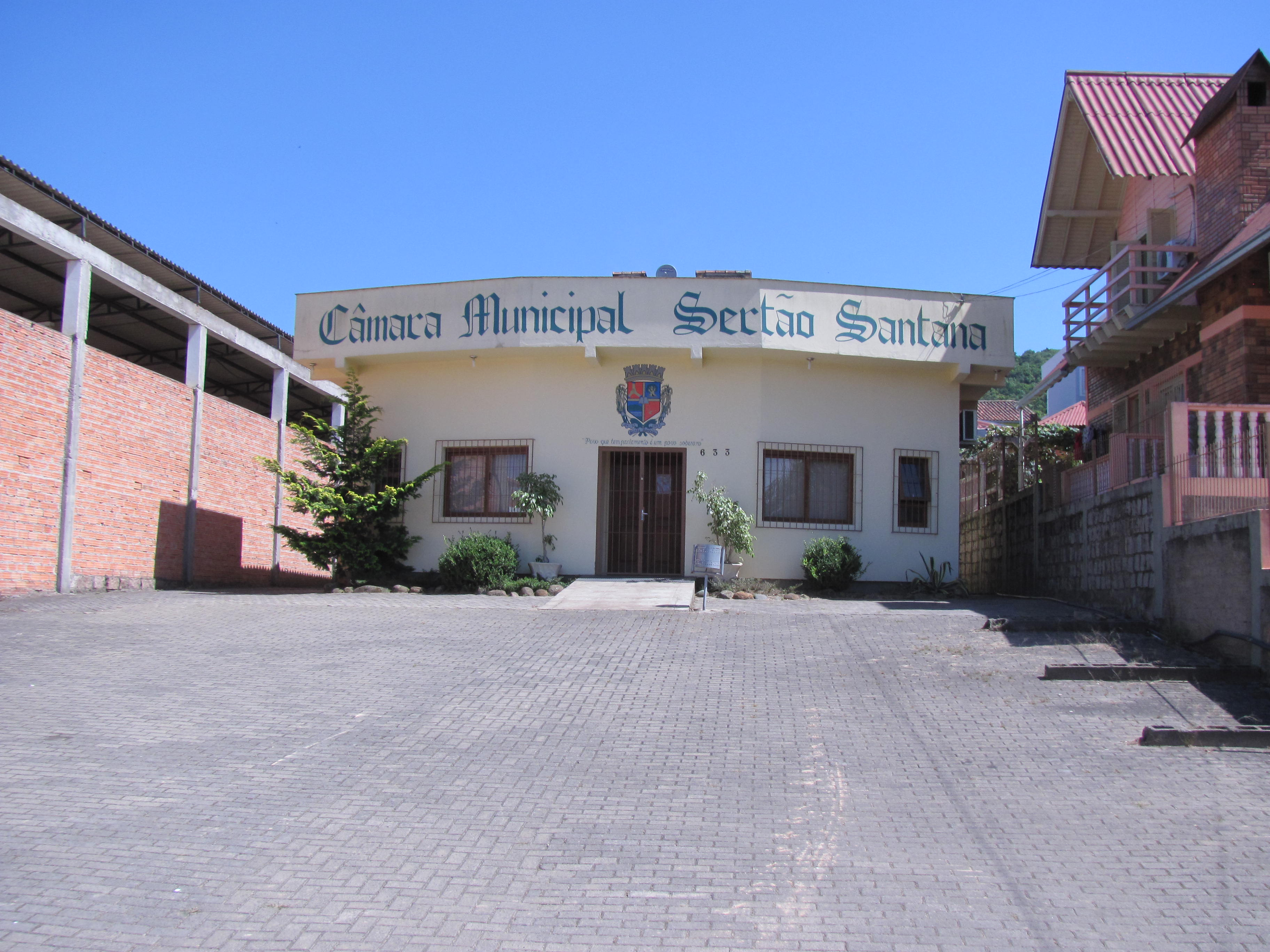
Câmara Municipal de Sertão Santana, órgão poder legislativo.